# لويس فيرنانديز
لويس ميغيل فيرنانديز توليدو (مواليد 2 أكتوبر 1959) (بالإسبانية: Luis Miguel Fernández Toledo)‏ لاعب كرة قدم فرنسي سابق، شغل مركز مدافع وخط وسط. تقاعد في عام 1993 ليصبح مدرب كرة قدم.

## حياته كلاعب
لقد وقع فيرنانديز أول عقد له مع نادي باريس سينت جيرمين وذلك بعمر يناهز التسعة عشر عاماً. لقد أسس نفسه كلاعب خط وسط دفاعي، حيث كان يتميز بالتمريرات الدقيقة وقطع الكرة من لاعبي الخصم ببراعة. وفي نهاية العام 1982 لقد استدعاه الفريق الفرنسي وظهر لأول مرة قد هولندا وذلك في 10 نوفمبر من العام 1982. بعمر 23 عام، لويس فيرنانديز كان له دوراً هاماً في الفريق حيث قاده في كأس العالم 1982 إلى النهائيات. لقد كان يلعب مع زميله جين تيغانا في خط الوسط الدفاعي، وكان في خط الوسط المتقدم كل من ميشيل بلاتيني وألاين غيريسي، وبوجود هؤلاء الأربعة اُشتهر هذا الرباعي باسم الألماسة السحرية. مع الفريق الدولي الفرنسي، لقد حصلوا على كأس الأمم الأوروبية لكرة القدم 1984 والذي جرى في فنرسا، ووصلوا إلى النهائيات في بطولة كأس العالم لكرة القدم 1986 والذي جرى في المكسيك.
بعد الفشل في الحصول على كأس العالم 1986, وبعد الحصول على بطولة دوري فرنسا، فيرنانديز قرر أن ينضم إلى نادي راسينغ كلاب دي باريس وهو نادي فرنسي. وعلى الرغم من أن كان هذا النادي قوي، إلا أن هذه القوة كانت على ورق فقط، فيرنانديز والنادي لم ينجحوا، وقد غادر فيرنانديز الفريق بعد ثلاثة مواسم. بعد كأس العالم 1986, الفريق الفرنسي لم ينجح في التأهل إلى كأس الأمم الأوروبية 1988 وكأس العالم 1990.
انضم فيرنانديز بعد نادي السباق إلى نادي AS Cannes الفرنسي وذلك في العام 1989, والذي احتوى على بيئة ودية أكثر. في هذه الفترة كان لا يزال يلعب مع الفريق الفرنسي رغم تراجع بنيته الجسمانية.
لقد احتل فيرنانديز دوراً هاماً في كأس الأمم الأوروبية 1992 حيث خرجت فرنسا في المجموعات، وقرر فيرنانديز أن ينهي مشواره الكروي دولياً في ذلك الحين. أما نادي Cannes الفرنسي فقد هبط إلى دوري الدرجة الثانية الفرنسي وذلك في نهاية موسم 1992-1991, ولكن قرر فيرنانديز أن يبقى مع النادي إلى أن أنهى مشواره الكروي نهائياً وذلك بعد نهاية العقد. ولكن فيرنانديز لم يسمح بتقاعد سريع هكذا، فبعد عدة أسابيع، ثقة نادي Cannes به كانت كبيرة وعينوه كلاعب مدرب للفريق، وبفضله ارتفع النادي إلى دوري الدرجة الأولى الفرنسي مرة أخرى، وانتهى الأمر بفيرنانديز حينها ليصبح مديراً للنادي.

## حياته كمدير
بعد وصول نادي Cannes الفرنسي إلى الدرجة الأولى قد عُين فيرنانديز مديراً للنادي وبفضله قد استطاعوا أن يحصلوا على بطولة الدوري وحصل فيرنانديز على جائزة أفضل مدرب في الدوري وذلك في موسم 1994-1993, وقد كان هناك فلسفة شهيرة لفيرنانديز وهي فتنة المهاجمين الصغار، حيث كان يؤمن بمهارات وتكتيكات المهاجمين وهم صغار أكثر. لقد لفت انتباه نادي باريس ساينت جيرمان وقد ترأسهم وقادهم إلى النصر في الدوري وقد قدموا أداء جيد في دوري الأبطال، ولكنهم فشلوا بعد ذلك في تقديم أداء جيد وذلك بسبب المدرب البرتغالي آرتر جورجي والذي كان يطبق نظام استراتيجي صارم عليهم. لائحة باريس سينت جيرمان رأت في فيرنانديز المثل الأعلى ليكون صورة النادي.
الموسم الأول لفيرنانديز مع باريس سينت جيرمان كان ناجحاً. على الرغم من أن نادي نانتيس الفرنسي قد اجتازه في دوري الدرجة الأولى الفرنسي، استطاع باريس سينت جيرمان أن يفوز بكأسين دوليين، الكأس الفرنسي، الدوري الفرنسي، وقدم أداء جيد في دوري أبطال أوروبا وانتهى الأمر به إلى الخروج في شبه النهائي على يد اس ميلان الإيطالي. ولا سيما أن أعظم إنجاز هو الفوز على نادي برشلونة الأسباني. الموسم الثاني لباريس سينت جيرمان قد شهد بداية نهاية عهد فيرنانديز مع هذا النادي. حيث اجتيز مرة أخرى في دوري الدرجة الأولى، ولكن النادي تنفس هواءً عميقاً في المنافسات الأوروبية حيث فازوا بالكأس الأوروبي بعد نصرهم في النهائي على نادي رابيد فيينا، وقد جعل ذلك فيرنانديز المدرب الفرنسي الأكثر نجاحاً في واحدة من كؤوس أوروبا.
تلك الانتصارات لم تكن كافية لتبقي فيرنانديز على إدارة هذا النادي، حيث غادره في موسم 1996-1995.
وقع عقداً مع نادي أثليتيك بيلباو الأسباني، حيث وصل النادي حينها إلى دوري الأبطال، وصرف معهم أربعة مواسم.
في العام 2000, قد عاد فيرنانديز إلى فرنسا، وفي شهر ديسمبر من نفس العام، قد عاد إلى إدارة نادي باريس سينت جيرمان. على الرغم من أنه قد كان مسؤولاً عن نجوم كبار مثل أوكوتشا ونيكولاس أنيلكا وخاصة رونالدينو, فيرنانديز لم يستطع إرضاء ناديه كثيراً. إلا أن محبة الجماهير له ولناديه ما زالت كبيرة جداً, لقد طُرد فيرنانديز من النادي في نهاية 2003-2002, وذلك بعد عامين ونصف.
بعد ستة أشهر، كان لويس في إسبانيا، وأدار نادي اسبانيول برشلونة الأسباني وذلك في عام 2003 في ديسمبر، وأنقذهم من حالة إحالة مؤكدة، وفي نهاية الموسم قد نجح لويس في محافظة النادي على مجده. بعد عام واحد من الخمول، قد ترأس فيرنانديز نادي الريان القطري، ولم يجري عام واحد إلا وأعلن مغادرته للنادي في نوفمبر من العام 2005 لينضم إلى نادي بيطار جيروسالم الإسرائيلي كمدير عام وكذلك كمدرب.

## مسيرته مع نادي بيطار جيروسالم
مالك نادي جيروسالم الشهير أركادي غايداماك, توقع الكثير من المدير فيرنانديز، والذي قد اختاره بعد عملية بحث طويلة عن مدير أجنبي قد يرفع من هوية النادي ويجذب أكبر عدد من المشجعين. أحد التعقيدات التي واجهت فيرنانديز هو أن حكم عمله اقتضى أن يعمل مع المدير السابق الهولندي تون كانان والذي يُعتبر ذو طبيعة عدائية. حيث كان كانان يقص الذهب بخداع أركادي في تعيينه كمدير للنادي. العلاقة بين كانان وفيرنانديز تدهورت حتى وصلت إلى مستوى العداوة بينهما، حيث حرض كانان مشجعي الفريق أن يطالبوا بطرد فيرنانديز عبر وسائل الإعلام والتي تسربت فعلاً. ولكن أركادي قد رد على هذا الفعل وقام بطرد كانان من منصبه وأعطاه مسؤوليات أقل شأناً, مما أدى إلى مغادرة كانان النادي وانتقل إلى نادي ماكابي تل أبيب Maccabi Tel-Aviv الإسرائيلي وعمل كمدير لهم حتى نهاية الموسم. وبالتالي فقد تشكلت عداوة بين ناديي جيروسالم وتل أبيب وقد أصبحوا سيرك للإعلام. على الرغم من أن نادي بيطار جيروسالم في نهاية الموسم وضعته في المركز الثالث وأكسبته مكاناً في كأس الاتحاد الأوروبي، نجح كانان بقيادة ناديه ماكابي في هزيمة نادي بيطار مرتين، وخسر فيرنانديز عدد من المباريات مع النادي مما أدت إلى هبوطه إلى مركز أقل من مركز نادي ماكابي تل أبيب.
في نهاية موسم 2006-2005, لويس فيرنانديز قد غادر نادي بيطار جيرو سالم بعد أن دخل في نزاع مع مشجعي النادي. ويُقال بأن لويس الآن قد يوافق على إدارة نادي AS Cannes والذي يلعب الآن في دوري الدرجة الثالثة الفرنسي، وهو نفس النادي الذي بدأ معه رحلته الإدارية.

## كلاعب
- كأس فرنسا للأعوام 1982 و 1983 مع نادي باريس سينت جيرمان
- كأس الأمم الأوروبية 1984 مع الفريق الدولي الفرنسي
- كأس آرتيميو فرانشي في العام 1985 مع الفريق الدولي الفرنسي
- دوري الدرجة الأولى الفرنسي للعام 1986 مع نادي باريس سينت جيرمان
- كأس فرنسا 1985 المركز الثاني، مع نادي باريس سينت جيرمان

## كمدير
- كأس فرنسا 1995 مع نادي باريس سينت جيرمان
- كأس الدوري 1995 مع نادي باريس سينت جيرمان
- كأس الفائزين بالكأس 1996 مع باريس سينت جيرمان
- كأس Intertoto للاتحاد الأوروبي في العام 2001 مع باريس سينت جيرمان
- دوري الدرجة الأولى الفرنسي في العام 1996 المركز الثاني مع باريس سينت جيرمان
- الدوري الأسباني في العام 1998 المركز الثاني، مع نادي أثليتيك بيلباو

## روابط خارجية
- لويس فيرنانديز على موقع الاتحاد الدولي (مؤرشف)  (الإنجليزية)
- لويس فيرنانديز على موقع الاتحاد الأوربي (الإنجليزية)
- لويس فيرنانديز على موقع قاعدة بيانات كرة القدم.إي يو (الإنجليزية)
- لويس فيرنانديز على موقع ليكيب (الفرنسية)
- لويس فيرنانديز على موقع ناشيونال فوتبول تيمز (الإنجليزية)
- لويس فيرنانديز على موقع عالم كرة القدم.نت (الإنجليزية)